# Ramón Castañer Segura
Ramón Castañer Segura (Alcoy, 1929 - Madrid, 30 de diciembre de 2011) fue pintor y dibujante, catedrático de Dibujo. 

## Biografía
En 1948 ingresó en la Real Academia de Bellas Artes de San Carlos donde en 1953 obtuvo el título de profesor de Dibujo y licenciado en Pintura. Ramón Castañer es el pintor de los murales de los templos de Alcoy y de las escenas dramáticas del ‘Petrolio’, conocido así el acontecimiento que levantó en pie de guerra a los obreros alcoyanos en 1873, con carácter de revolución anarquista. Lienzos que hoy se encuentran en el Ayuntamiento de la ciudad. Miembro del Instituto Alcoyano de Cultura Andrés Sempere, Socio de Honor del Centro Español de Bielefeld (Alemania), Mayoral de Honor de la Asociación de San Jorge de Alcoy, Insignia de Oro del Círculo Industrial de Alcoy, Hijo Adoptivo de Agres y Abencerraje de Honor. Se le concedió la medalla de Oro de la ciudad de Alcoy en el año 2008.
Fallece el 30 de diciembre de 2011 en Madrid a los 82 años de edad. Por un acuerdo municipal se decidió dar el nombre del pintor a una avenida de la población de Agres.

## Obra
Con el paso de los años, Ramón Castañer, en su pintura experimentó muchos cambios, buscando, evolución y en definitiva, maduración. Vivió algún tiempo en París donde obtuvo la influencia que fue asimilando en regresiones hasta convertirse en el abstracto más avanzado. A partir de esta fórmula, Castañer se inicia en la pintura automática, rehuyendo las facilidades que el figurativo le ofrecía.
Más tarde el pintor se aventura en una nueva experiencia. Con la "Nueva Figuración" aporta una nueva materia, una nueva textura, en la que une los problemas de composición en grandes espacios. En su obra, La Mina resume este modo de expresión (Primer Premio en el IX Salón de Otoño del Ateneo de Valencia). El espíritu realista y amante de lo concreto como gran dibujante, Castañer vuelve la mirada hacia la minuciosidad de los objetos y de la naturaleza. Su realismo es cálido, y está cargado de una poesía que envuelve al espectador. Es pintor de objetos cotidianos, objetos antiguos, utensilios rurales, hierbas medicinales. En esta línea el pintor ha encontrado su punto definitivo.

### Murales
Desde bien pronto destaca como muralista, siendo su primer trabajo de estas características el mural de San Pancracio en la Iglesia de María Auxiliadora de los Padres Salesianos de Alcoy de 58 m² (1954). Castañer, en sus memorias, lo considera una obra de juventud. Sin embargo, las soluciones técnicas de la composición del mural en un espacio curvo de la escena del cadáver de San Pancracio apuntan ya las posibilidades del pintor como muralista. La escena está dividida en tres espacios: En el lado del Evangelio, el bautismo del Santo por el papa San Marcelino. En el lado de la Epístola, el entierro del Santo y, en el casquete esférico, la glorificación del mártir romano.

Lo que más le ha preocupado siempre a la hora de pintar las figuras sobre las bóvedas de las iglesias es que esas cúpulas no son planas y hay que evitar que las figuras «caigan», teniendo en cuenta la curvatura de el espacio y buscando la mejor situación desde todas las vistas posibles del espectador en el suelo.
Ramón Castañer Segura

A esta obra le seguirían los murales de la Iglesia arciprestal de Santa María de Alcoy, con una magnitud de 128 m² en total (1957), obra propuesta por el arquitecto alcoyano Roque Monllor para el nuevo templo construido al finalizar la guerra civil, este conjunto lo compuso Castañer con una iconografía mariana: Nacimiento de la Virgen, La Presentación, La Anunciación, La Visitación, Nacimiento de Cristo, Asunción de María y dos ángeles turiferarios. Esta obra de grandes dimensiones sobre temas marianos, no le faltó la polémica por el atrevimiento estético para la sociedad de la época y que tan poco tenía que ver con la estética de los pintores Joaquim Oliet, Arturo Mélida y Alinari, Francisco Laporta o Fernando Cabrera del templo anterior a los ojos de los profanos. De esta época es también un Cristo Crucificado de grandes dimensiones que se encuentra en la EPSA de Alcoy, no se trata de la obra original (que se encuentra en Agres) ya que ésta no pasó la censura eclesiástica.
En 1961, pinta el mural de la Iglesia del Salvador de Cocentaina, de 82 m², la Santa Cena iluminada por ángeles y realiza además las catorce estaciones de un Vía Crucis que se conserva en la capilla de la residencia El Teix de Alcoy, óleo sobre tabla de 1965. Para la iglesia del Cristo de la Luz, dos lienzos, La Venida del Espíritu Santo (5.00 x 2.00 m) y El Cristo de la Luz (3.00 x 2.00 m) y en 1967, el mural Virgen de Fátima (43 m²) , en la Iglesia Virgen de Fátima. 
Pero es en 1988, cuando Castañer pinta la capilla de San Juan Bosco, un mural de 200 m², en el Santuario de María Auxiliadora de Alcoy con motivo del primer centenario de la muerte de San Juan Bosco, donde queda patente sus extraordinarias dotes para resolver los más difíciles problemas de perspectiva ilusionista, armonía de ritmos y volúmenes.
Remata la escena del Espíritu Santo en medio de una espiral de Arquímedes, envuelta por ángeles medio desnudos masculinos y femeninos. En el lado del Evangelio, representa tradicionales actividades salesianas en Alcoy: La procesión de María Auxiliadora del 24 de mayo, el equipo de fútbol "Atlético Salesiano", posando para un fotógrafo de los años 40 y un gran telón con los emblemas del grupo de teatro salesiano. En el lado de la Epístola un retrato de San Juan Bosco y la Escenificación de un sueño de Bosco, una barca llena de niños (almas) y Domingo Savio entre nubes. Por último la muerte del santo, de cuerpo presente, custodiado por tres ángeles que se llevan su alma, y una gran tela que representa la escala de Jacob. En el proceso de realización de este mural contó con la ayuda de Juan Rufino Sanjosé en la pintura de los grandes espacios, un collage que se encuentra en la cámara del fotógrafo o en la realización del vitral que separa los lados del evangelio y de la epístola.
Durante año 1993, realiza el Mural de la Fiesta(Moros y cristianos), en el altar de Sant Jorge del Santuario de María Auxiliadora de Alcoy. El mural es un canto a la fiesta georgina de Alcoy. En él aparecen los moros y cristianos, la reliquia del Santo, ángeles y banderines en una explosión de color, tal cual es la fiesta alcoyana, y nimbado la figura central de la claraboya, San Jorge. Esta pintura resulta más estructurada que la anterior. En el lateral izquierdo, una carroza y personajes con trajes antiguos de las fiestas. En la parte central personajes a pie y a caballo, detrás de estos, La Reliquia, de la que salen palomas en vuelo hacia el cielo, los portadores, los heraldos y a un lado y al otro, dos carrozas, la del capitán cristiano y la del moro. En la parte superior a la izquierda unos ángeles con la cruz de San Jorge en el pecho sostienen el escudo de Alcoy. En la parte cenital el caballo y San Jorge vistos desde abajo. A la derecha una viga y una tela con los emblemas de la Asociación de San Jorge que deja ver bajo ella al alférez cristiano y el castillo de fiestas. En este caso Castañer contó con la colaboración de Juan Rufino, Francisco Aznar y Francisco Picó. Como dato curioso y algo habitual en Castañer, en este mural nos encontramos con 43 retratos de personajes alcoyanos. El abenserraig a lomos de un camello, es el propio autor. 
Tanto en el mural de San Jorge como el de San Juan Bosco, el autor para llenar espacios, copia las sombras que los andamios utilizados durante su realización reflejaban en las paredes de las cúpulas.

### Retratos
En total el número de retratos realizados durante su carrera han sobrepasado los 150.

Siempre que he pintado un retrato, lo que me atraía era la plasmación de la figura humana partiendo del parecido físico hacia el contenido espiritual. Para mí, el retrato nunca ha sido un artificio de la persona retratada. Prefería las ropas sencillas, sin perifollo ni abalorios. Procuraba conversar con el modelo para conocerlo y poder plasmar su carácter, su sencillez o fortaleza, sus energías, bien positivas o negativas.

También me ha gustado incorporar en mis grandes murales, retratos de amigos y familiares, como símbolo de afecto y amistad.

Se me ocurrió buscar datos, fechas y nombres de las personas que me retrató durante mi vida de pintor. Y me quedé sorprendido ante la cantidad de obra realizada. Yo nunca me he considerado un pintor retratista al estilo de Ricardo Macarrón, Enrique Segura o Félix Revello de Toro. He tratado de enumerar los retratos por fechas, medida de los lienzos y las ciudades donde los pinté, y he incluido los realizados también en los murales.
Ramón Castañer Segura.

## Premios
- 1951 Tercera Medalla Exposició Universitària (SEU) con la obra Retrato. Seleccionado para la primera Exposición Bienal Hispanoamericana – Madrid.
- 1953 Primer premio: Portadas de la Associació de Sant Jordi de Alcoy.
- 1955 Primera Medalla Provincial de la Diputación de Alciante con la obra La Hora Gris.
- 1963 Primera Medalla del IX Salón de Otoño del Ateneo Mercantil de Valencia a la obra La Mina.

## Exposiciones
- 1951 Cercle Industrial Alcoy
- 1953 Galería Grífé y Skoda - Barcelona. Sala Decoradora - Alicante.
- 1956 Sala Muñoz – Valencia. Sala Hipocampo – Palma de Mallorca.
- 1957 "25 Retrats" Cercle Industrial – Alcoy.
- 1958 Galería Raymond Duncan – París
- 1959 La Pinacoteca – Barcelona.
- 1960 Galería Sur – Santander.
- 1963 Art Abstracte. Galería Estil – Valencia.
- 1964 Sala de Arte de la Caja de Ahorros del Sudeste de España – Alicante.
- 1965 Galería Estil – Valencia.
- 1966 Galería Estil – Valencia.
- 1967 Cercle Industrial Alcoy. Galería Jacobo – Valladolid.
- 1968 Galería Guillermo – Gandía
- 1969 Peña Madridista – Elche. Galería San Vicente – Valencia.
- 1970 Sales de Información y Turismo – Santander.
- 1971 Galería San Vicente – Valencia.
- 1972 Galería Heller – Madrid.
- 1974 Galeria d'Art Capitol – Alcoy.
- 1974 Exposición colectiva "Presencia actual de la pintura alcoyana", El Banco de Alicante en homenaje a los pintores locales, Sala de Exposiciones del Banco de Alicante - Alcoy
- 1976 Ateneo de Madrid. Galería Estil – Valencia.
- 1977 Galería Mayte Muñoz – Barcelona.
- 1978 Galería Capitol – Alcoy.
- 1980 Galería de Arte 16 – Madrid.
- 1982 Galeria d'Art Zeta – Valencia.
- 1987 Exposición Antológica "40 anys de Pintura" en la CAM de Alcoy.
- 1999 Exposición sobre temas de Ibi en la Ermita de San Vicente.
- 2001 Centre Cultural de Alcoy "L'arrastrà de Pelletes" y "La Barricada" con 28 bocetos.
- 2003 Exposició a Ibi "La Festa i Ramón Castañer" en la Sala de la Llotja.
- 2005 Exposició Antológica patrocinada por la Exma. Diputación Provincial de Alicante en el MUBAG. (Exposición itinerante Alicante – Ibi – Alcoy
- 2006 Presentación en la CAM de las 28 obras que conforman el "Llibret de les Filaes" compuesto por 28 guaches que representan los diversos trajes de "les filaes".